# Luyego (kommunhuvudort)
Luyego är en kommunhuvudort i Spanien.   Den ligger i provinsen Provincia de León och regionen Kastilien och Leon, i den nordvästra delen av landet, 300 km nordväst om huvudstaden Madrid. Luyego ligger 1 051 meter över havet och antalet invånare är 865.
Terrängen runt Luyego är kuperad åt nordväst, men åt sydost är den platt. Terrängen runt Luyego sluttar österut.Runt Luyego är det glesbefolkat, med 11 invånare per kvadratkilometer. Närmaste större samhälle är Astorga, 17,8 km nordost om Luyego. 